# Dicearco de Mesina

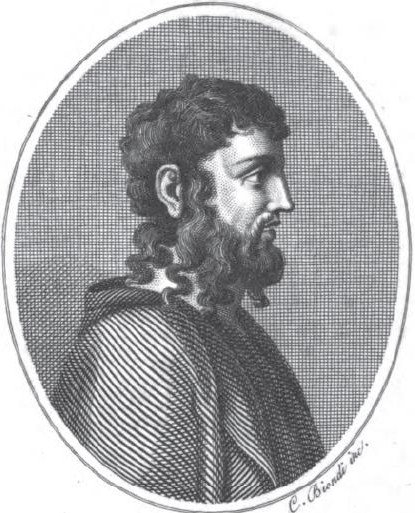
Dicearco de Mesina.

Dicearco (355 a. C. - 285 a. C.), natural de Mesina, fue un peripatético que se formó en el Liceo, la escuela que Aristóteles fundó en Atenas, donde se relacionó con Teofrasto y se interesó por los asuntos relacionados con la moralidad. También fue político, historiador y geógrafo. 
Su faceta más conocida es la de geógrafo. Midió la altura de algunas de las principales montañas de Grecia (primera operación de esta clase en la Antigüedad) y realizó una serie de mapas y descripciones donde representó el mundo conocido hasta la época, obra que acompañará a su Mapamundi. Esta información fue de vital importancia para las campañas de Alejandro Magno. 
Como historiador publicó su Historia de Grecia y, según la Suda, también escribió una Constitución de los espartanos que era leída en Esparta a los hombres jóvenes cada año.
Como filósofo adoptó una teoría del alma como armonía (inseparable del cuerpo) y una teoría de la primacía de la acción (sobre la vida teórica o contemplativa, considerada secundaria). El monismo antropológico de Dicearco lo lleva a negar la inmortalidad del alma; según diversos comentadores, entre ellos Cicerón, incluso habría negado la existencia de esta. Su naturalismo lo llevó a despreciar las profecías sacerdotales y la mántica sagrada, atribuidas por él a causas físicas y no a dioses o genios.